# La conquista dell'inutile
(Incipit della Conquista dell'inutile)
La conquista dell'inutile (Eroberung des Nutzlosen) è un libro di Werner Herzog edito in italiano nel 2007, dove è raccolto il diario tenuto dal regista durante la lavorazione del film Fitzcarraldo, tra giugno 1979 e novembre 1981, pubblicato a oltre 20 anni dall'uscita del film. Vi si raccontano la foresta amazzonica e le sue popolazioni di indios, spesso usati come comparse, e il lavoro d'attore di Klaus Kinski, protagonista del film. Ma ci sono anche dichiarazioni e visioni poetiche del regista, sul proprio lavoro e sulla società.

## Edizione italiana
- Werner Herzog, La conquista dell'inutile, trad. di Monica Pesetti e Anna Ruchat, Milano, Oscar Mondadori, 2007 ISBN 978-88-04-56752-3